# O mnie się nie martw (singel)
O mnie się nie martw – singel Katarzyny Sobczyk, wydany w 1964 roku. Utwór napisał Kazimierz Winkler, a skomponował go Józef Krzeczek. Na singlu zamieszczono także tytuł utworu w języku angielskim „Don’t Worry About Me”.
Kompozycja została zaprezentowana przez piosenkarkę podczas 2. Krajowego Festiwalu Piosenki Polskiej w Opolu w czerwcu 1964 roku. Podczas festiwalu utwór nagrodzono I nagrodą w kategorii Piosenka kabaretowo-rozrywkowa. Tego samego roku nagranie zostało wydane na płycie winylowej przez wytwórnię państwową Polskie Nagrania.
6 sierpnia 1964 piosenka brała udział w koncercie polskich eliminacji do Sopot Festival 1964. Ostatecznie nie zdobyła jednak żadnej nagrody.
W 1965 roku utwór otrzymał wyróżnienie w kategorii Przebój roku w plebiscycie zorganizowanym przez muzyczne czasopismo „Jazz”.

## Lista utworów
Single 7 Pronit SP114
1. „O mnie się nie martw”
2. „Był taki ktoś”

## Wyróżnienia
| Rok  | Konkurs                       | Kategoria                      | Rezultat |
| ---- | ----------------------------- | ------------------------------ | -------- |
| 1964 | 2. KFPP w Opolu               | Piosenka kabaretowo-rozrywkowa | Wygrana  |
| 1965 | Plebiscyt miesięcznika „Jazz” | Przebój roku                   | Wygrana  |

## Wersja Margaret
W 2014 roku na potrzeby serialu O mnie się nie martw nową wersję przeboju nagrała piosenkarka Margaret. Do utworu zrealizowano teledysk w reżyserii Jacka Kościuszki, który posłużył do promocji serialu. Premiera klipu jak i piosenki odbyła się 22 sierpnia 2014 w programie Pytanie na śniadanie.
5 września 2014 wytwórnia Magic Records dopuściła nagranie do sprzedaży elektronicznej za pośrednictwem iTunes Store oraz serwisów takich jak empik.com czy muzodajnia.pl.
Nową wersję szlagieru Radio Zet Gold odtwarzało na swojej antenie. Ponadto Margaret swoją wersję utworu wielokrotnie wykonywała publicznie w programach telewizyjnych m.in. podczas trasy koncertowej Lato Zet i Dwójki 2014, organizowanej przez TVP2 i Radio Zet czy też na „Sylwestrze z Dwójką 2014” we Wrocławiu.